# Gwangju
Ne doit pas être confondu avec Gwangju (Gyeonggi), ville du même nom près de Séoul
Gwangju (hangeul : 광주 ; hanja : 光州 ; RR : Gwangju ; MR : Kwangju, /kwaŋ.dʑu/) ou Kwangju, officiellement la ville métropolitaine de Gwangju (hangeul : 광주광역시 ; hanja : 光州廣域市),  est une ville de Corée du Sud, ancienne capitale de la province du Jeolla du Sud. En 2003, elle comptait 1 400 000 habitants.

## Histoire
La ville a été fondée vers 57 av. J.-C., et a toujours été un carrefour commercial. Ce fut l'un des centres administratifs de Baekje pendant la période des Trois royaumes.
Le 18 mai 1980, la ville est témoin d'un massacre, lorsque l'armée ouvre le feu sur des manifestants réclamant la démocratie en Corée du Sud. C'est le mouvement pour la démocratisation de Gwangju.
En 1986, Gwangju s'est détachée de la province du Jeolla du Sud et devient une ville métropolitaine. Elle reste cependant la capitale provinciale jusqu'en 2007, date à laquelle, le siège du gouvernement provincial a été transféré dans la banlieue de Mokpo.

### Industrialisation
L'industrialisation démarra avec la construction de la ligne de chemin de fer (Jeolla line) vers Séoul. Les industries principales étant le textile (coton), les moulins pour le riz et les brasseries. En 1967, la construction d'une zone industrielle donna un nouvel essor à l'industrie, spécialement autour du secteur automobile.
En 1929, pendant l'occupation japonaise, une confrontation entre étudiants coréens et japonais dans la ville provoqua des manifestations régionales, qui culminèrent en une des plus importantes rébellions de toute la Corée contre la tutelle japonaise.

## Massacre

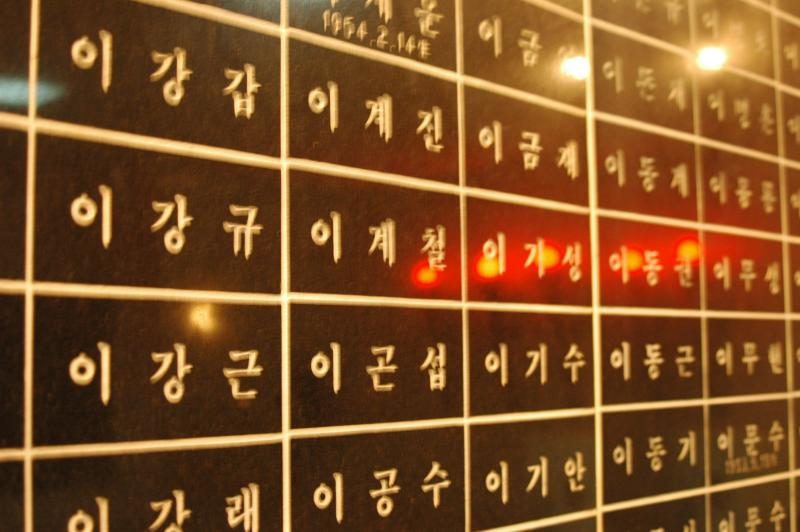
Stèle aux martyrs de Kwangju (détail).

En mai 1980, des manifestations contre le régime militaire récemment instauré de Chun Doo-hwan eurent lieu à Gwangju. Interdites par l'armée, elles furent réprimées, avec des interventions des troupes d'élite des forces spéciales. Selon la plupart des commentateurs, cette répression fut d'une grande brutalité, jusqu'à des tirs d'armes automatiques sur une foule désarmée. Plusieurs milliers de personnes sont tuées.
Certains commentateurs affirment que les États-Unis sont en partie responsables de ces massacres, à cause de leur soutien tacite au régime de Chun Doo-hwan. Gwangju est quelquefois appelée « le mémorial de la démocratie coréenne » à cause de ces faits, connus aujourd'hui comme le massacre de Gwangju. Après le retour à un gouvernement civil démocratique, un cimetière national honorant les victimes de ces événements fut créé.
Ces événements servent de toile de fond au roman Le Vieux Jardin de l'écrivain Hwang Sok-yong, ainsi que celui de Han Kang, Prix Nobel de littérature en 2024, Celui qui revient

## Climat
| Mois                                  | jan.       | fév.       | mars       | avril     | mai       | juin      | jui.      | août      | sep.      | oct.      | nov.      | déc.       | année                       |
| ------------------------------------- | ---------- | ---------- | ---------- | --------- | --------- | --------- | --------- | --------- | --------- | --------- | --------- | ---------- | --------------------------- |
| Température minimale moyenne (°C)     | −3,1       | −1,8       | 2,1        | 7,5       | 13        | 18,2      | 22,5      | 22,8      | 17,8      | 10,9      | 4,5       | −0,9       | 9,5                         |
| Température moyenne (°C)              | 0,6        | 2,5        | 7          | 13,2      | 18,3      | 22,4      | 25,6      | 26,2      | 21,9      | 15,8      | 9,1       | 3,1        | 13,8                        |
| Température maximale moyenne (°C)     | 5,3        | 7,8        | 13         | 19,6      | 24,3      | 27,5      | 29,6      | 30,7      | 26,9      | 21,8      | 14,6      | 8,1        | 19,1                        |
| Record de froid (°C) date du record   | −19,4 1943 | −17,7 1940 | −10,7 1941 | −4,5 1944 | 1,4 1945  | 7,2 1939  | 14,9 1944 | 12,6 1972 | 5,6 1957  | −2,7 1942 | −7,2 1947 | −13,7 1944 | −19,4 1943                  |
| Record de chaleur (°C) date du record | 18,8 1950  | 22,6 2021  | 26,8 2013  | 30,4 2017 | 33,9 2000 | 36,7 1958 | 38,5 2018 | 38,5 2018 | 34,4 1994 | 31,1 2016 | 27,1 2011 | 19,8 2018  | 38,5 27/7/2018 et 15/8/2018 |
| Ensoleillement (h)                    | 159,9      | 164,6      | 192        | 213       | 222,8     | 169,2     | 145,4     | 172,6     | 172,3     | 205,2     | 163,6     | 155,9      | 2 136,3                     |
| Précipitations (mm)                   | 37,1       | 47,9       | 60,8       | 80,7      | 96,6      | 181,5     | 308,9     | 297,8     | 150,5     | 46,8      | 48,8      | 33,5       | 1 391                       |
| Nombre de jours avec précipitations   | 11         | 9          | 9,5        | 8,9       | 9,3       | 10,7      | 15,5      | 14,9      | 9,8       | 6,8       | 9         | 10         | 124,4                       |
| Humidité relative (%)                 | 67,7       | 65,2       | 62,9       | 61,9      | 66,4      | 72,8      | 80        | 78,1      | 74,3      | 68,4      | 68,1      | 68,8       | 69,5                        |
| Nombre de jours avec neige            | 11,1       | 7,1        | 2,8        | 0,2       | 0         | 0         | 0         | 0         | 0         | 0         | 1,5       | 8,1        | 31                          |

| Diagramme climatique                                  |             |           |             |            |               |               |               |               |              |             |             |
| J                                                     | F           | M         | A           | M          | J             | J             | A             | S             | O            | N           | D           |
| 5,3−3,137,1                                           | 7,8−1,847,9 | 132,160,8 | 19,67,580,7 | 24,31396,6 | 27,518,2181,5 | 29,622,5308,9 | 30,722,8297,8 | 26,917,8150,5 | 21,810,946,8 | 14,64,548,8 | 8,1−0,933,5 |
| Moyennes : • Temp. maxi et mini °C • Précipitation mm |             |           |             |            |               |               |               |               |              |             |             |

## Divisions administratives
Gwangju est divisé en cinq arrondissements (gu).
| Name                                     | Hangul | Hanja  |
| Buk-gu (arrondissement du Nord)          | 북구   | 北區   |
| Dong-gu (arrondissement de l'Est)        | 동구   | 東區   |
| Gwangsan-gu (arrondissement de Gwangsan) | 광산구 | 光山區 |
| Nam-gu (arrondissement du Sud)           | 남구   | 南區   |
| Seo-gu (arrondissement de l'Ouest)       | 서구   | 西區   |

## Culture
- Biennale de Gwangju
- Musée national de Gwangju

## Jumelages
- Tainan (Taïwan) depuis 1968
- San Antonio (États-Unis) depuis 1981
- Canton (Chine) depuis 1996
- Medan (Indonésie) depuis 1997
- Sendai (Japon) depuis 2002
- Maceió (Brésil) depuis 2009

## Personnalités liées
- Im Kwon-taek (1936-), cinéaste
- Han Kang (1970-), écrivain, Prix Nobel de littérature (2024)
- Kim Kyung-uk (1971-), écrivain
- Ki Sung-yueng (1989-), footballeur professionnel
- Jeong Yunho (1999-), chanteur et danseur du groupe Ateez
- Jung Hoseok[6] alias J-Hope (1994-), rappeur, danseur et auteur-compositeur du groupe BTS
- Jung Daehyun (1993-), chanteur du boys band B.A.P
- Goo Hara (1991-2019), ancienne chanteuse du girl group Kara
- Lee Seung-Hyun alias Seungri (1990-), chanteur du boys band BIGBANG
- Lee Ki-Kwang (1990-), chanteur et danseur du groupe BEAST
- Hyungwon (1994-), chanteur du groupe Monsta X
- Im Chang-Kyun alias I.M (1996-), rappeur du groupe Monsta X
- Minhyuk (1993-), chanteur du groupe Monsta X
- Sung jong (1993-), chanteur du boys band Infinite
- Suzanne U Sur-im (v. 1802 - 1846), née à Gwangju, laïque chrétienne coréenne, martyre, sainte.
- Han Ji Hye (1984-), née à Gwangju, actrice et mannequin

## Transports
La ville de Gwangju dispose d’une ligne de métro reliant l'est à l'ouest de la ville depuis 2004.